# João Lourenço Rebelo
João Lourenço Rebelo (Caminha, 1610 -Loures, 16 de noviembre de 1661) fue un compositor portugués del siglo XVII, el único de su país que adoptó el estilo policoral veneciano. A pesar de su cercanía al rey Juan IV de Portugal (1603-1656), nunca ocupó cargo alguno en la casa real, contrariamente a lo que sostienen algunas fuentes.

## Biografía

Fachada frontal del edifício principal del Palacio Ducal de Vila Viçosa.

Nació en Caminha en 1610, hijo de João Soares Pereira y de Maria Lourenço Rebelo. En 1624 ingresó como niño de coro del Palacio Ducal de Vila Viçosa, sede de los duques de Braganza, donde su hermano mayor, Marcos Soares Pereira , ejercía como capellán-cantor.
Teodósio II, séptimo duque de Braganza (1568-1630), había creado una academia musical, el Colegio de los Reyes Magos, donde Rebelo estudió con el músico irlandés Roberto Tornar (c.1578-1629) que ostentaba el cargo de maestro de capilla  desde 1616, y posiblemente también con Fray Manuel Cardoso, uno de los compositores portugueses más famosos e influyentes de la época.

## Obra
Escribió sobre todo música religiosa. Sólo se conocen cuarenta y cuatro composiciones de Rebelo. La mayor parte de sus obras se quemaron en el incendio que tuvo lugar tras el terremoto de Lisboa de 1755 que ocasionó la destrucción de la Real Biblioteca de Música ubicada en el Palacio de Ribeira. Fue uno de los primeros compositores portugueses en escribir partes específicas para instrumentos en sus obras sacras.